# António Jacinto
António Jacinto do Amaral Martins (Golungo Alto, 28 de setembro de 1924 — Lisboa, 23 de Junho de 1991) foi um poeta, político e dirigente nacionalista angolano.
Um dos maiores escritores angolanos, usou também o pseudónimo de Orlando Távora, para assinar alguns contos.

## Biografia
António Jacinto nasceu a 28 de setembro de 1924, em Golungo Alto. Fez o curso do liceu em Luanda e trabalhou como empregado de escritório. Não contando com os anos de prisão fora do seu país, viveu praticamente toda a sua vida em Luanda.
Em 1948 tornou-se um dos fundadores do Movimento dos Novos Intelectuais de Angola (MNIA), que utilizava como canal a revista Mensagem para denunciar as condições sociais e econômicas impostas pelo colonialismo aos angolanos.
Foi fundador, com Viriato da Cruz, Ilídio Machado, Mário António, Lúcio Lara, Mário Pinto de Andrade e Joaquim Pinto de Andrade, do Partido Comunista Angolano, importante agremiação de mobilização marxista e nacionalista da década de 1950 que foi base formadora do Movimento Popular de Libertação de Angola (MPLA).
Após a prisão de Ilídio Machado, o primeiro Presidente do MPLA, ficou incumbido pelo presidente interino Mário de Andrade a coordenar as atividades operacionais do MPLA em Luanda juntamente com Manuel Pedro Pacavira e Joaquim de Andrade.
Acabou preso, em 1962, por suas actividades políticas anticoloniais, ficando detido no Campo de Concentração de Tarrafal, em Cabo Verde, até 1972. Foi transferido para Lisboa para cumprir 5 anos de regime em liberdade condicional. Porém, em 1973 fugiu de Lisboa e foi para Brazavile, onde voltou a tomar parte na luta anticolonial pelo MPLA. O partido o nomeou diretor inicialmente do Centro de Instrução Revolucionária (CIR) Calunga, na 2ª Região Político-Militar, e depois do CIR Binheco, nas Montanhas de Maiombe.
No pós-independência nacional, foi, entre 1975 e 1976, Ministro da Educação e, entre 1976 e 1981, Ministro da Cultura. Neste ínterim, torna-se co-fundador da União dos Escritores Angolanos.
Foi ainda membro do Comité Central do MPLA.

## Morte
Morreu em 23 de junho de 1991, em Lisboa.

### Poemas (1982 edições aumentadas)
- em kiluanji do Golungo (1984)

- António Jacinto, Survivre dans Tarrafal de Santiago (em português, "Sobrevivendo em Tarrafal de Santiago") (1985, 2ª edição 1999)

- Prometeu (1987)

- Fabula de sanji (1988).

## Poemas célebres
- Poema da alienação
- Carta dum contratado
- Monangamba
- Canto interior de uma noite fantástica
- Era uma vez
- Bailarina negra
- Ah! Se pudésseis aqui ver poesia que não há!
- Vadiagem